# Markiezin de Saint-Méran
Markiezin de Saint-Merán is een figuur in de roman De Graaf van Monte Cristo (1844) van Alexandre Dumas.
De markiezin is de grootmoeder van Valentine de Villefort en echtgenote van markies de Saint-Méran Zij wordt ernstig ziek en eist dat het huwelijk tussen Valentine en baron Franz d’Epinay wordt gesloten. Tijdens haar ijlen ziet zij een schim door de slaapkamer dolen en hoort zij haar drinkglas rinkelen. Na enige tijd sterft zij. Volgens de dokter is zij vergiftigd met plantaardige stoffen.